# Bruno Astorre
Bruno Astorre, né le 11 mars 1963 à Rome et mort le  3 mars 2023 dans la même ville, est un comptable et homme politique italien. Membre du Parti démocrate, il a siégé au Sénat de la République de 2013 à 2023. 